# District d'Imphal occidental
Le district d'Imphal occidental (hindi : इम्फाल पश्चिम जिला)  est un district  de l'état du Manipur  en Inde.

## Description
Au recensement de 2011, sa population compte 517 992 habitants pour une superficie de 519 km2.
Son chef-lieu est la ville de Lamphelpat. 

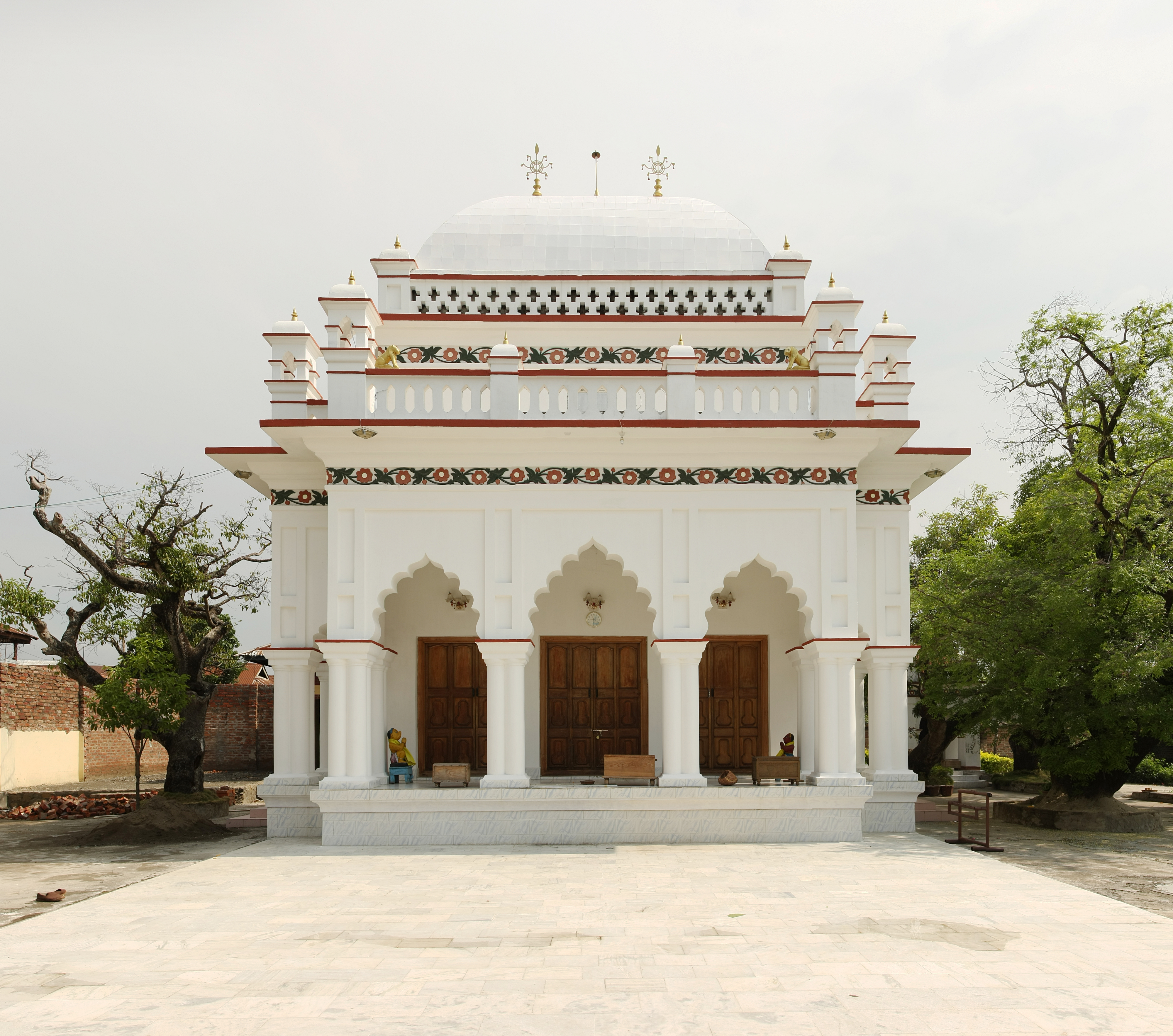
Le temple Gopinath (Krishna) à Ningthoukhong (en).
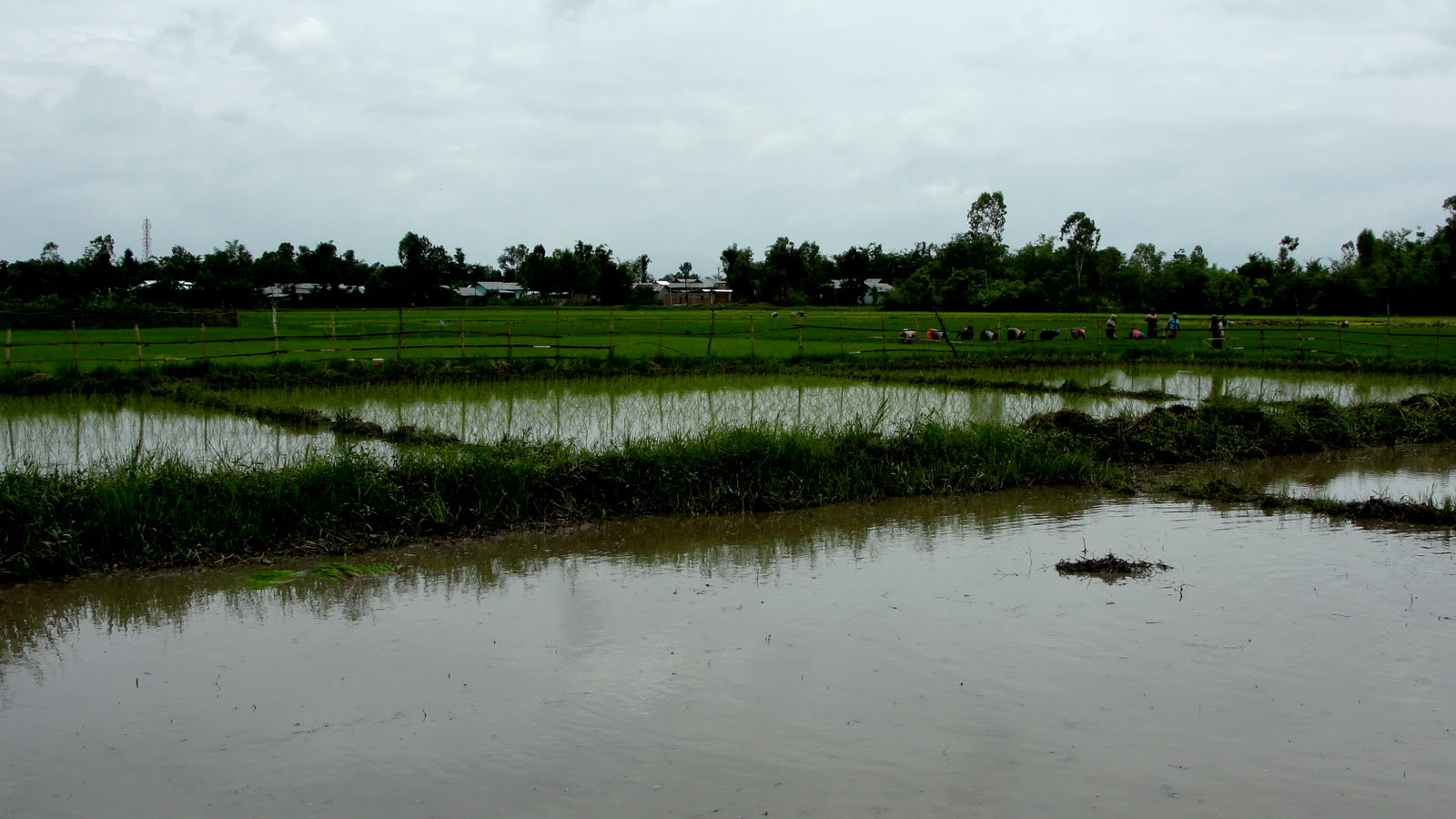
Rizière à Porobi.